# Станция одиннадцать (сериал)
«Станция одиннадцать» (англ. Station Eleven) — фантастический мини-сериал по одноимённому роману Эмили Сент-Джон Мандел с Маккензи Дэвис, Химешем Пателем, Дэвидом Уилмотом и Даниэлем Дедуайлером в главных ролях. Его премьера состоялась 16 декабря 2021 года на HBO.

## Сюжет
Действие сериала происходит в постапокалиптическом будущем, после опустошительной эпидемии гриппа. Главная героиня — девушка по имени Кирстен, которая состоит в бродячей театральной группе «Дорожная симфония». Однажды актёры приезжают в город, которым правит самопровозглашённый пророк.

## В ролях
- Маккензи Дэвис — Кирстен
  - Матильда Лоулер — юная Кирстен
- Химеш Патель — Дживан Чадари
- Дэвид Уилмот — Кларк
- Набхан Ризван — Фрэнк Чадари
- Даниэль Дедуайлер — Миранда Кэррол
- Дэниэл Заватто — пророк
- Филиппине Велге — Александра
- Лори Петти — дирижер
- Гаэль Гарсиа Берналь — Артур Лендер
- Кэйтлин Фицджеральд — Элизабет
- Дэвид Кросс — Гил
- Энрико Колантони — Брайн
- Дебора Кокс — Венди
- Максвелл Маккейб-Локос — Влад
- Грегори Линингтон — Граф Глостер

## Создание и оценки
25 июня 2019 года сериал был заказан стриминговым сервисом HBO Max, создателем стал Патрик Сомервилль, а режиссёром — Хиро Мурай. Оба стали к тому же исполнительными продюсерами вместе со Скоттом Делманом, Диланом Расселом, Скоттом Стейндорфом, Джессикой Роадс, Джереми Подесвой и Нейтом Маттесоном. Подесва, Хелен Шейвер, Люси Черняк стали режиссёрами некоторых эпизодов.
Главные роли получили Маккензи Дэвис, Химеш Патель, Дэвид Уилмот, Набхан Ризван, Даниэль Дедуайлер. Съёмки проходили в 2020—2021 годах в Чикаго и в канадской провинции Онтарио. Премьера состоялась 16 декабря 2021 года на HBO.
На сайте-агегаторе отзывов Rotten Tomatoes «Станция одиннадцать» получила рейтинг 98 % при средней оценке 8,1 из 10. По словам рецензентов с этого ресурса, сериал «вознаграждает терпеливых зрителей глубоким и тематически насыщенным рассказом о том, что даже в постапокалипсисе шоу должно продолжаться». На сайте Metacritic сериал получил 81 балл из 100, что указывает на «всеобщее признание». «Станция одиннадцать» была номинирована на премию «Эмми» в трёх номинациях и на ряд других наград.